# Karl Toll
Karl Osvald Toll, född 2 november 1862 i Hacksta, Uppsala län, död 13 oktober 1936 i Stockholm, var en svensk militär (generallöjtnant).

## Biografi
Toll blev underlöjtnant vid Närkes regemente och Göta artilleriregemente (No 2) 1881 och löjtnant 1890. Toll var aspirant i generalstaben 1891–1894, artilleristabsofficer 1894–1897, blev kapten i armén 1895 och vid regementet 1896 samt transporterades till Andra Göta artilleriregemente (№ 6) 1897. Han var andre lärare vid Krigsskolan på Karlberg 1896–1899 och förste lärare där 1899–1903.
Toll blev major vid Upplands artilleriregemente (№ 5) 1906 och vid Smålands artilleriregemente (№ 6) 1907. Han var chef för artilleristaben 1904–1909, överstelöjtnant och chef för Gotlands artillerikår 1909-1911 samt överste och chef för Wendes artilleriregemente (№ 3) 1911-1918. Toll utnämndes till generalmajor 1918 och var tillförordnad chef för IV. arméfördelningen 1918. Han var överkommendant i Stockholm 1918–1927, år 1919 utnämndes han till chef för IV. arméfördelningen och till generallöjtnant 1925 samt försattes i reserven 1927.
Han var ordförande i Sveriges landstormsförenings centralförbund 1920, i skytteförbundens överstyrelse 1924 och i riddarhusdirektionen 1930. Toll blev ledamot av andra klassen av Krigsvetenskapsakademien 1904 och ledamot av första klassen 1918.
Toll var son till generalmajoren Gustaf Axel Toll och Hedvig von Post. Han gifte sig 1891 med friherrinnan Elisabeth Fleetwood (1867–1940), dotter till godsägaren friherre Axel Fleetwood och friherrinnan Lovisa Fleetwood. Han var far till kaptenen Karl Gustaf Axel Toll (1894–1969). Toll avled 1936 och gravsattes på Norra begravningsplatsen i Stockholm.

## Utmärkelser

### Svenska utmärkelser
- Kommendör av första klassen av Svärdsorden, 6 juni 1918.[6]
- Illis Quorum i 12:e storleken i guld, 1929.[3]

### Utländska utmärkelser
- Storofficer med svärd av Nederländska Oranien-Nassauorden, senast 1925.[7]
- Kommendör av första klassen av Finlands Vita Ros’ orden, senast 1925.[7]
- Kommendör av första klassen av Norska Sankt Olavs orden, senast 1925.[7]
- Kommendör av andra graden av Danska Dannebrogorden, senast 1925.[7]
- Kommendör av Sachsiska Albrektsorden, senast 1925.[7]